# 燃燒吧！火鳥
《燃燒吧！火鳥》是瓊瑤的作品之一，於1981年5月12日黃昏初稿完稿，其內容是講述一個自幼便失明的女生如何從一個自卑、自憐、自損、自我逃避的人，而到後來能夠獨立自主、生活方式與正常人沒什麼太大差異的過程。
此作曾改編為電影，由劉文正、呂琇菱、雲中岳、林青霞主演。

## 故事主要人物
- 衛巧眉：故事女主角，六歲起便失明
- 衛嫣然：巧眉的姊姊、安騁遠的女友
- 凌康：原是嫣然的男友，但後來成為巧眉的男友
- 安騁遠：嫣然的男友
- 衛仰賢：嫣然、巧眉的父親
- 蘭婷：嫣然、巧眉的母親
- 秀荷：衛家的傭人
- 方洁心：圖書館管理員，趙德高的女友，曾經欣賞安騁遠
- 趙德高：硯耕圖書館的管理組主任，也是方洁心的男友
- 凌父：凌康的父親
- 凌母：凌康的母親
- 秋娥：凌家的傭人

## 故事情節
嫣然、巧眉這對姐妹相差兩歲，嫣然的嫵媚溫柔，巧眉的眉目如畫，是對脫俗的姐妹花。就在一個早晨，蘭婷懷著身孕(是個男孩)並帶著八歲的嫣然與六歲的巧眉到公園去玩，後來嫣然與巧眉盪起了鞦韆。但不幸的事發生了，嫣然越盪越高，這時巧眉一失手而掉落在地上，鮮血直流。送到醫院時，巧眉的腦神經受傷，影響到了視神經，自此失明。而蘭婷也因過度激動而流產，從此不能再生育了。
衛家帶著他們的幸與不幸，度過往後的日子。尤其是嫣然，她從此對妹妹感到愧疚，笑容裡總帶著憂傷。
大一時的嫣然帶著男友，也是大三的學長凌康一同來到衛家，靜靜的坐在一旁聆聽巧眉的琴藝，此時凌康卻被巧眉的雙眸所迷住了，緩緩走向前去，以憐惜的態度看著她，巧眉要凌康在她的手中寫下自己的名字。這一寫，寫的多麼有感情，也讓嫣然知道自己該退出了。
就業後的嫣然在『硯耕圖書館』當管理員，也在這裡結識了常來這裡借書的安騁遠......
雖然姐妹兩人都有了自己的歸屬，但是由於巧眉的自憐，使得其他人也不得不依順她。後來發生了一件事，使嫣然誤會安騁遠與巧眉有染，使得巧眉為解決此風波，毅然決然嫁給凌康。而後姐妹倆人也冰釋前嫌、安騁遠也獲得嫣然的原諒。
但嫁到凌家的巧眉由於失明，因此經常絆倒且受傷。只能躲在房裡彈鋼琴，但卻也引來鄰居們的不滿與消遣。
在一次的餐宴上，由於嫣然、凌康、安騁遠的鼓勵，巧眉在他們面前承諾要振作......
一年過了，巧眉真的學習到正常人的生活模式了。衛家舉辦了一場宴會，邀請親友前來慶祝。
在故事的結尾，所有關愛巧眉的人一起舉杯高呼︰「為火鳥乾一杯！為重生乾一杯！為燃燒乾一杯！為永恆乾一杯！」

## 改編作品

### 電影
《燃燒吧！火鳥》

#### 演員
- 衛巧眉：呂琇菱
- 衛嫣然：林青霞
- 凌康：劉文正
- 安騁遠：
- 衛仰賢（衛父）：胡奇
- 蘭婷（衛母）：歸亞蕾
- 秀荷：
- 方潔心：朱慧珍
- 趙德高：
- 凌父：張嘉泰
- 凌母： 李偉
- 秋娥：陶述

#### 外部連結
- 開眼電影網上《燃燒吧！火鳥》的資料（繁體中文）
- 香港影庫上《燃燒吧！火鳥》的資料（繁體中文）
- 时光网上《燃燒吧！火鳥》的資料（简体中文）
- 豆瓣电影上《燃燒吧！火鳥》的資料 （简体中文）
- 互联网电影数据库（IMDb）上《燃燒吧！火鳥》的资料（英文）